# S/S Herbert

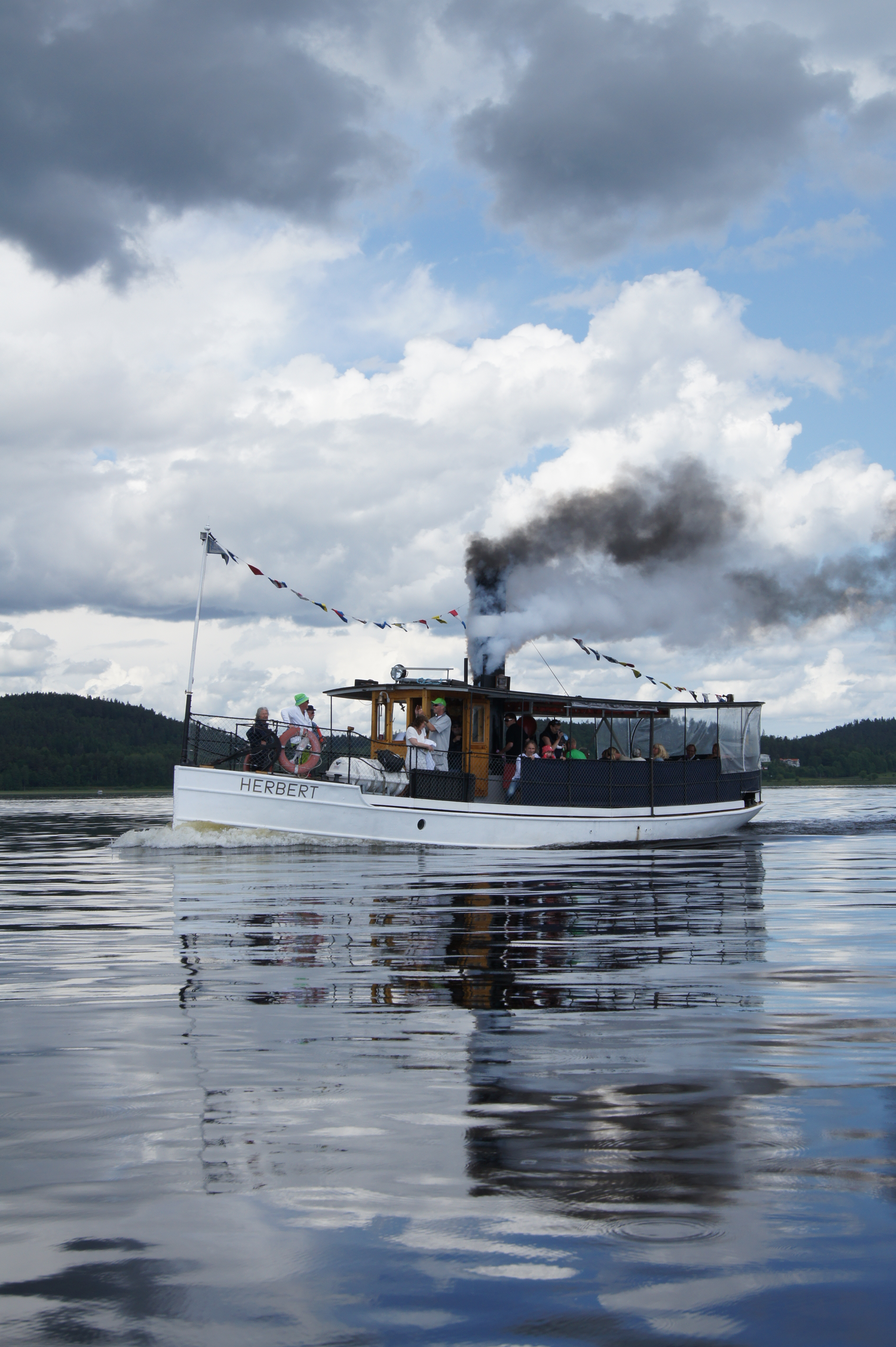
S/S Herbert på sjön Mjörn.

S/S Herbert är en ångdriven bogserbåt som trafikerar sjön Mjörn, vid Alingsås. Den byggdes 1904–1905 för Strands Ångsåg. Båten K-märktes år 2006. Herbert ägs och trafikeras av Mjörns Ångbåtsförening.